# Teorija obsegov
Teorija obsegov je veja matematike, ki raziskuje značilnosti obsegov. Obseg je algebrska struktura v kateri so dobro definirane operacije seštevanja, odštevanja, množenja in deljenja.

## Zgodovina
Pojem obsega sta v svojih delih o rešljivosti enačb implicitno uporabljala Niels Henrik Abel in Évariste Galois.
Richard Dedekind je leta 1871 imenoval množico realnih ali kompleksnih števil, ki je zaprta za štiri aritmetične operacije, »obseg«.
Leopold Kronecker je leta 1881 definiral »domeno racionalnosti«, ki je v sodobnem pojmovanju dejansko obseg polinomov.
Heinrich Martin Weber je leta 1893 podal prvo jasno deinicijo abstraktnega obsega.
In 1910 Ernst Steinitz je leta 1910 objavil zelo odmeven članek Algebrska teorija obsegov (Algebraische Theorie der Körper). V njem je aksiomatično raziskoval značilnosti obsegov in definiral več pomebnih teoretičnih pojmov v zvezi z njimi, kot so na primer: praštevilski obseg, popolni obseg ali stopnja transcendentnosti razširitve obsega.
Galois, ki neposredno ni rabil pojma »obseg«, je prvi povezal teorijo grup in teorijo obsegov. Po njem se imenuje Galosiova teorija. Galois je izvirno s pomočjo permutacijskih grup opisal kako so različni koreni dane polinomske enačbe povezani med seboj. Podrobno je razvil povezave med grupami in obsegi Emil Artin v obdobju med letoma 1928 in 1942.